# Glashütte (Lamspringe)
Glashütte ist ein Ortsteil der Gemeinde Lamspringe im niedersächsischen Landkreis Hildesheim. Namensgebend war eine im 18. Jahrhundert gegründete Glashütte, aus der die Ansiedlung hervorging.

## Geografie
Glashütte liegt rund 4 km östlich von Lamspringe an der Landesstraße L 466 nach Rhüden im Tal des Schlörbachs.

## Geschichte

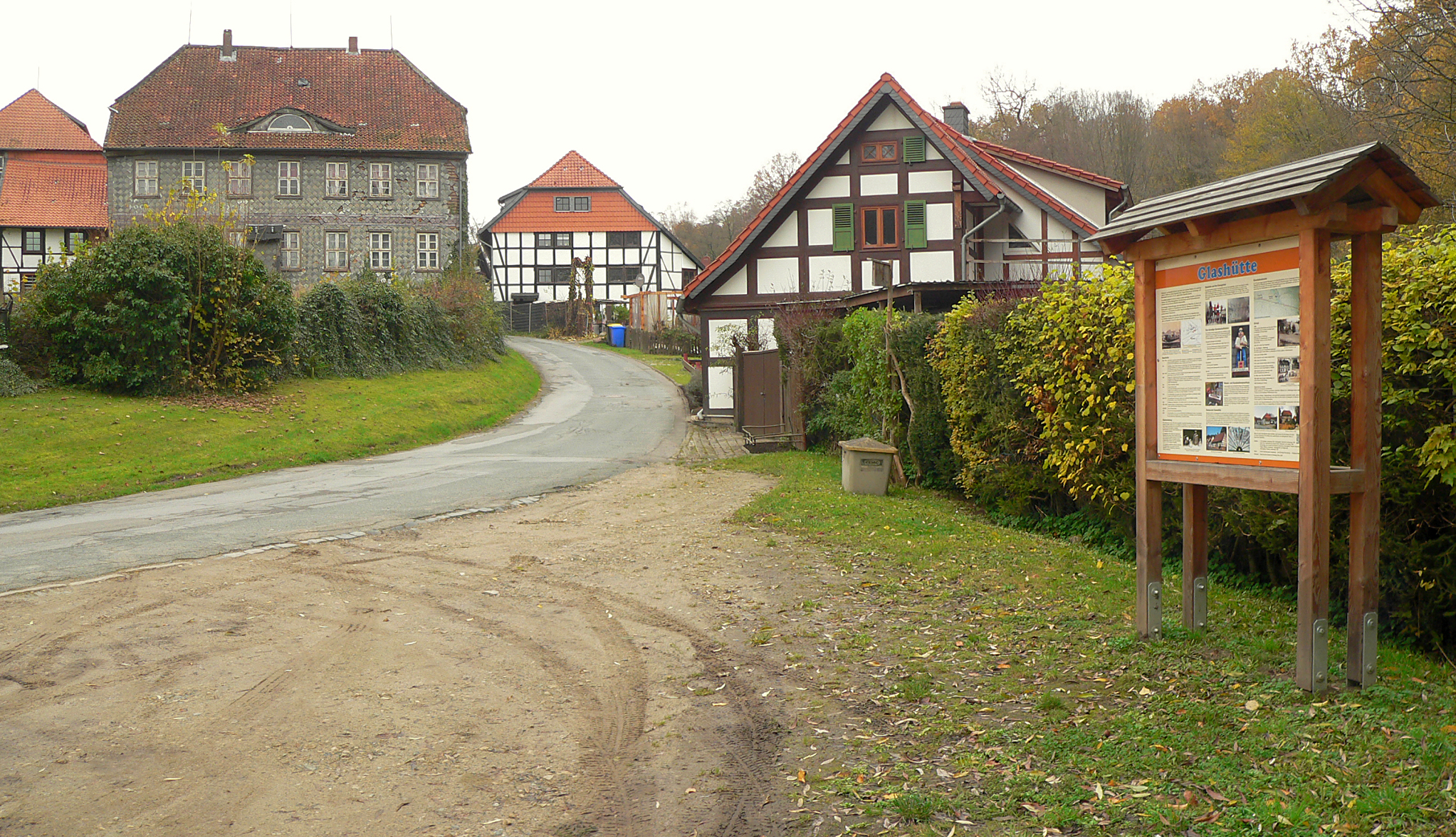
Ortseingang mit Infotafel

Im 18. Jahrhundert gründete das Kloster Lamspringe eine Waldglashütte. Sie lag im weitläufigen Waldgebiet des Klosterforsts Westerhof, der an den Höhenzug Heber angrenzt. Die Waldglashütte wurde schon bald wegen Vermarktungsschwierigkeiten aufgegeben.
1792 nahm Johann Friedrich Stender aus Ziegenhagen die Glasherstellung im Klosterforst wieder auf und gründete mit der Stenderschen Glasfabrik eine Glashütte. Aus ihr ging die Ansiedlung Glashütte hervor. 1883 wurden für die Mitarbeiter nahe der Hütte 13 Wohnhäuser mit 27 Wohnungen errichtet. 1910 erhielt die Ansiedlung eine Schule, die 1960 geschlossen wurde. Die Fabrikantenfamilie Stender bewohnte ein Herrenhaus neben der Fabrik. 1914 wurde die Hütte wegen des Ersten Weltkriegs geschlossen.
Glashütte war immer ein beliebtes Ausflugsziel der Gegend. Heute hat der Ortsteil rund 70 Einwohner und stellt eine kleine Siedlung dar, in der wegen der idyllischen Lage etliche Ferienhäuser bestehen. Die früheren Arbeiterwohnhäuser sind restauriert und es sind weitere Wohngebäude entstanden. In der Schule hat eine Försterei ihren Sitz. Die seit langer Zeit leerstehenden Gebäude der Glashütte sowie das Herrenhaus der Hütte  sind erheblich renovierungsbedürftig.

## Politik
Auf kommunaler Ebene wird der Ortsteil Glashütte vom Gemeinderat aus Lamspringe vertreten.